# Ilá
Ilá (árabe: إله ’ilāh, plural: آلهة  ʾālihat) es la palabra árabe que significa «deidad» o «dios». Su variante femenina es إلاهة ʾilāhat «diosa» y con el artículo es الإلاهة ʾal-ilāhat «la diosa».
Se cree que la palabra árabe para Dios Allāh (hispanizado Alá) se deriva de ella (en una forma anterior Al-ilāh) el cual tiene paralelo en forma femenina con la diosa preislámica Alat «la diosa», aunque esto está en disputa.

## En el Corán
En contexto islámico, un ilá es una deidad y no necesariamente se refiere al Dios narrado en el Corán; puede referirse a éste, pero también a las deidades politeístas.
La veneración a quien no es Allāh se considera «idolatría» (shirk) en el islam. El término "’ilāh" es usado en todo el Corán en pasajes detallando la existencia de Dios y de las creencias de los no musulmanes en otras divinidades. Notablemente, la declaración primera de la shahada es: «no hay ’ilāh sino Allāh», «no hay dios sino Alá».
- Datos: Q17398299
- Multimedia: Ilah / Q17398299